# Сражение при Оногурисе
Сражение при Оногурисе — одно из сражений во время ирано-византийской войны 540—562 гг., произошедшее в 554 году между войсками Византийской империи и Сасанидского Ирана.

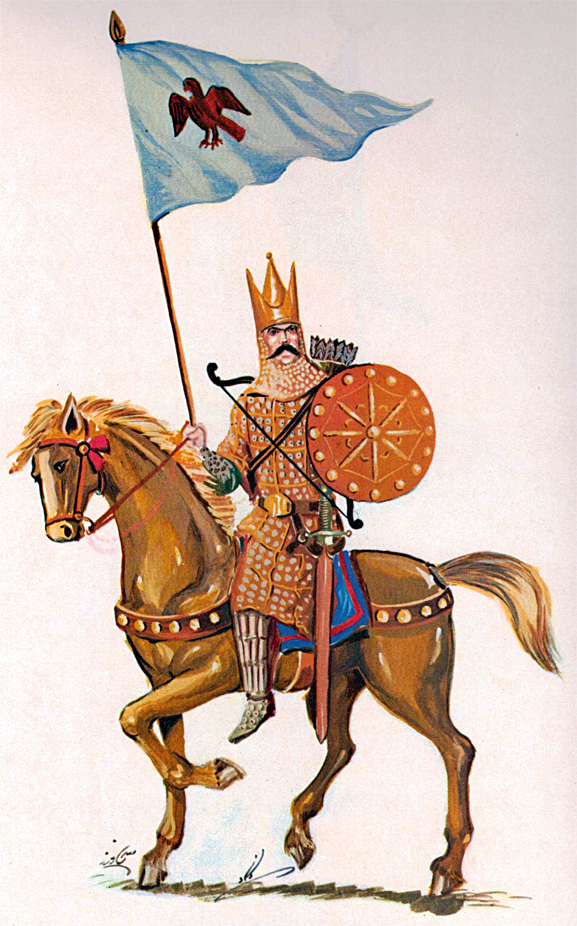
Сасанидский катафракт

## Предыстория
После того, как ему удалось выбить византийцев из Телефиса-Олларии, сасанидский командующий в Лазике, Михр-Михрое, не стал развивать победу, а вернулся в Мохересис и по пути усилил персидский гарнизон в Оногурисе. Последний находился недалеко от Археополя, главного византийского оплота в регионе. Михр-Михрое вскоре умер, и его сменил Нахораган.
После поражения при Телефисе царь Лазики Губаз II отправил жалобу на византийских военачальников императору Юстиниану I, за что был убит. Это привело к тому, что лазы отказались поддерживать византийцев. Полководец Мартин, чтобы оправдаться за убийство византийского союзника, решил захватить близлежащий Оногурис, ожидая легкой победы. По словам Агафия, Мартин и те, кто стоял за убийством царя, хотели добиться успеха, который мог бы разрядить обстановку в случае, если император Юстиниан I заметит их виновность.

## Ход сражения
Византийские войска численностью 50 000 воинов под командованием Мартина осадили Оногурис, используя плетеные крыши (spaliones), баллисты и другое осадное орудия. «Придвинув машины, пытались пробить ворота и, окружив всем множеством стены, метали копья. Персы же, прикрываясь зубцами стен, всеми силами отражали их, как этого требовала обстановка, осыпая римлян камнями и удерживая внешние укрепления. Подвешивая сверху ткани и покрываясь ими, они ослабляли этим силу ударов, которые ими везде отражались». 
Новый сасанидский командующий Нахораган двинул на помощь осаждённой крепости подкрепления из Мохересиса и Кутаиса. 
Мартин не стал отвлекать основную часть войск от осады, а отправил отряд в 600 всадников под командованием Дабрагеза и Усигарда, чтобы устроить засаду подходившим персам. Дабрагез и Усигард разбили застигнутый врасплох авангард противника и преследовали его. «Когда это стало известно осаждающим крепость римлянам, они стали штурмовать с большим жаром. Со стен стащили прикрытия и без всякого порядка, во многих местах перебравшись через стены, рассеялись по укреплению, надеясь на легкий грабеж, так как внешние враги были прогнаны и никто им внутри не угрожал».
В свою очередь, следовавший за авангардом кавалерийский отряд персов силой в 3000 человек разгромил преследователей и двинулся к Оногурису. Византийские солдаты, увидев внезапно подошедшего с тыла врага, «бросив осаду и крепость, которая считалась почти взятой, вместе с военачальниками обратилось в бегство». Персидский гарнизон Оногуриса совершил вылазку и еще больше поспособствовал панике ромеев. Византийская кавалерия, бежавшая первой, оставила свою пехоту позади, часть которой была истреблена противником на узком мосту через реку Катар (Чистая). Буза и его кавалерия вернулись и, вступив в бой, прикрыли отступление, предотвратив тем самым полное уничтожение пехотинцев.
Когда персы достигли Археополя, то обнаружили, что византийский лагерь брошен. Они разграбили его и вернулись к Оногурису.